# Francouzsko-česká obchodní komora
Francouzsko-česká obchodní komora (FČOK) sdružuje více než 300 francouzských, českých i nadnárodních členských společností. FČOK je platformou pro rozvoj francouzsko-české komunity, obchodních a kulturních vztahů obou zemí a zároveň podporovatelem myšlenky jednotné Evropy.
Pro členské společnosti i veřejnost pořádá tým FČOK debatní obědy, tematické kluby a konference, kulturní a společenské akce nebo sportovní turnaje a tréninky. Za celý rok 2018 přišlo na akce FČOK na 5 000 hostů. FČOK vydává dvojjazyčný česko-francouzský čtvrtletník Contact.
Obchodní oddělení FČOK poskytuje poradenství a širokou paletu služeb českým a francouzským firmám, které chtějí začít podnikat na novém trhu. Služeb obchodního oddělení na podporu podnikání využije každoročně více než 70 firem. Mezi hlavní projekty patří Francouzský pavilon na Mezinárodním strojírenském veletrhu v Brně. FČOK je členem Chambre de commerce et d’Industrie France International (CCI FI), sítě 123 francouzských obchodních a průmyslových komor v zahraničí.
Francouzsko-česká obchodní komora je zřízena podle zákona o obchodních komorách, její představenstvo se skládá z 10 členů, volených každé 2 roky. FČOK sídlí v kancelářské budově IBC (International Business Center) v centru Prahy, jejím jednatelem je Michal Macko. 

## Podpora pro podniky
Obchodní oddělení FČOK nabízí různé služby pro malé a střední podniky s cílem pomoci jim se vstupem na český či francouzský trh a s rozvojem jejich obchodních aktivit.
- Inkubátor pro MSP: domiciliace (poskytnutí poštovní adresy), pracovní místa k pronajmutí, vedení personální agendy, vedení účetnictví, sdílený sekretariát…

- Organizování veletrhů a výstav na podporu podnikání

- Studie trhu a informace o francouzsko-české ekonomické situaci, které mají pomoci se správně orientovat na českém trhu; vyhledávání dodavatelů a distributorů.
- Služby obchodního zástupce na částečný úvazek

## Klubové aktivity
Za rok 2018 připravila Komora více než 60 akcí s cílem vytvořit pro své členy příležitosti k navazování nových obchodních vztahů, diskusím, rozšiřování obzorů i zábavě. Více než polovina akcí je pro členy Komory zdarma. Významnou součástí nabídky Komory jsou odborné kluby se zaměřením na 6 různých oblastí. Ty jsou skvělou příležitostí, jak potkat kolegy z oboru i mimo něj  a diskutovat nad společnými problematikami i novinkami.
- Akce zaměřené na aktuální témata z politiky a ekonomiky: debatní obědy (Bohuslav Sobotka, Daniel Cohn-Bendit, prokurátor Jean-Claude Marin, kandidáti na post primátora Prahy v roce 2018, europoslanci Luděk Niedermayer a Pavel Telička a mnozí další)
- Odborná kluby a setkání: HR Strategy Club, Gastro klub, Digitalks, Morning marketing, Quo Vadis, kulaté stoly
- Společenské a kulturní akce: Beaujolais nouveau a Svatomartinské, Café du commerce, koncerty, privátní prohlídky výstav
- Sportovní turnaje a tréninky: French Czech Golf Cup, turnaj v pétanque v Praze, Brně a Ostravě, tréninky v běhu a pétanque

V roce 2019 byla pošesté udělena Cena Francouzsko-české obchodní komory, jejímž cílem je upozornit na významná témata a ocenit firmy či osobnosti, které přispívají k veřejné debatě a rozvoji podnikatelského prostředí. V roce 2019 byly kategorie Podnikatelský příběh, Technologická inovace, Odpovědná firma v oblasti sociální a Odpovědná firma v oblasti environmentální.
V roce 2017 byla udělena Cena za mimořádný přínos v oblasti francouzsko-českých ekonomických vztahů. V roce 2015 byly oceněny společnosti, které spolupracují se středními školami nebo odbornými učilišti na vzdělávání nové generace odborníků. V roce 2014 bylo hlavním tématem odpovědné, transparentní a inovativní čerpání Evropských fondů.

## Vzdělávání a zaměstnávání
- FČOK zajišťuje školení a semináře v různých oblastech, jako jsou interkultura, legislativa, personalistika, daně a účetnictví. FČOK nabízí pro speciální potřeby firem také kurzy „na míru“.

- Firmy mají k dispozici databázi životopisů pro vyhledávání uchazečů a na webové stránce FČOK jsou zveřejňovány nabídky na stáže a zaměstnání.

## Publikace
Každé čtvrtletí FČOK vydává časopis Contact o francouzsko-české ekonomické situaci, kde také publikuje informace o nových členech a blížících se akcích. Každý rok je vydávána ročenka, nezbytná pro rozvoj podnikání, neboť umožňuje vybudovat si síť kontaktů.